# Михаил Грабовски
Михаил Јурјевич Грабовски (блр. Мiхаiл Юр’евiч Грабоўскi; рус. Михаил Юрьевич Грабовский — рођен 31. јануара 1984. у Потсдаму, ДДР) професионални је белоруски хокејаш и репрезентативац те земље.
Од 2014. игра у НХЛ екипи Њујорк ајландерси са којом је потписао четворогодишњи уговор.

## Биографија
Грабовски је рођен 31. јануара 1984. године у Потсдаму, у Источној Немачкој, где је његов отац Јури радио као грађевински радник. Када је Михаил имао 3 године, његова породица се вратила у Белорусију, у Минск. Хокејом је почео да се бави у јуниорској школи хокејашког клуба Јуност из Минска. 

### Клупска каријера
Професионалну каријеру започиње у руском клубу Њефтехимик 2003. године, где је играо наредне две сезоне, да би потом прешао у редове московског Динама где је играо једну сезону. У међувремену, 2004. је драфтован као 150. пик од стране НХЛ клуба Монтреал канадијанса. Прву утакмицу за Канадијансе одиграо је 6. јануара 2007. против екипе њујоршких Ренџерса. Због нешто слабијих партија на почетку НХЛ каријере, управа Канадаијанса га је након само три одигране утакмице позајмила АХЛ тиму Хамилтон булдогса, где је захваљујући одличним играма убрзо успео да чекира карту назад за Монтреал.
Прву асистенцију у редовима Канадијанса забележио је тек у утакмици против Бафала 20. октобра 2007, а само два дана касније постиже и свој први НХЛ погодак (против Бостон бруинса). 
Почетком јула 2008. трејдован је у Мејпл лифсе, где је одличну прву сезону крунисао са 20 погодака и чак 48 поена. Већ по окончању прве сезоне, управа Лифса је Грабовском понудила нови трогодишњи уговор вредан 8,7 милиона америчких долара. У лигашком делу сезоне 2010/11. имао је учинак од 58 поена, чиме је постао најуспешнији центар овог клуба свих времена после Матса Сундина који је три сезоне раније имао учинак од 78 поена. 
Почетком марта 2012. Грабовски обнавља уговор са Лифсима, овај пут на 5 година и на 27,5 милиона долара.
Због локаута на почетку сезоне 2012/13. у НХЛ лиги, Грабовски одлази у Русију где наступа за московски ЦСКА где је забележио учинак од 28 поена (по 12 голова и асистенција) у 29 утакмица. Након што је окончан локаут и започело нова сезона НХЛ у јануару 2013, Грабовски се враћа у Торонто. Била је то његова најлошија сезона у НХЛ лиги где је на 48 утакмица постигао свега 9 погодака (и 7 асистенција), због чега је управа Лифса одлучила да стави Грабовског на трансфер листу. Уједно била је то једина сезона у којој је његов тим успео да обезбеди разигравање за трофеј Стенли купа. По одласку из клуба Грабовски је као главног кривца за лоше партије те сезоне означио тренера Рендија Карлајла и његову, како је рекао „потпуно промашену тактику“.
Као слободни агент, 23. августа 2013. потписао је једногодишњи уговор са НХЛ лигашем из Вашингтона вредан 3 милиона долара.

### Репрезентативна каријера
За репрезентацију Белорусије дебитовао је на светском првенству прве дивизије за јуниоре 2004, а први наступ за сениорску репрезентацију забележио је на првенству дивизије 1 исте године. 
На светском првенству 2005. у Аустрију одиграо је своју најбољу утакмицу у националном дресу управо против домаћина Аустрије, постигавши 4 гола (у победи од 5:0). 
Иако је требало да игра на Зимским олимпијским играма 2010. није наступио у Ванкуверу због повреде. Међутим, ипак је наступао за национални тим на светском првенству исте године у мају у Немачкој. 
На СП 2011. по први пут је именован за капитена националног тима. За сениорску репрезентацију наступао је укупно 7 пута на великим такмичењима (укупно 42 утакмице и 14 голова, закључно са СП 2012).

## Приватни живот
Ожењен је и отац двоје деце.

## Успеси
У три наврата, 2009, 2011. и 2013. проглашаван је за најбољег хокејаша Белорусије.

## Статистика
Клупска статистика
|            |                      |            |     | Лигашки део | Лигашки део | Лигашки део | Лигашки део | Лигашки део |      | Плејоф | Плејоф | Плејоф | Плејоф | Плејоф |
| Сезона     | Екипа                | Лига       | Ут. | Гол.        | Асис.       | Поена       | Искљ.       | Ут.         | Гол. | Асис.  | Поена  | Искљ.  |        |        |
| ---------- | -------------------- | ---------- | --- | ----------- | ----------- | ----------- | ----------- | ----------- | ---- | ------ | ------ | ------ | ------ | ------ |
| 2003/04.   | ХК Њефтехимик        | РСЛ        | 45  | 6           | 11          | 17          | 26          | 5           | 0    | 0      | 0      | 4      |        |        |
| 2004/05.   | ХК Њефтехимик        | РСЛ        | 60  | 16          | 20          | 36          | 32          | 3           | 2    | 0      | 2      | 2      |        |        |
| 2005/06.   | Динамо Москва        | РСЛ        | 48  | 10          | 18          | 28          | 28          | 4           | 0    | 0      | 0      | 4      |        |        |
| 2006/07.   | Хамилтон булдогси    | АХЛ        | 66  | 17          | 37          | 54          | 34          | 20          | 4    | 7      | 11     | 21     |        |        |
| 2006/07.   | Монтреал канадијанси | НХЛ        | 3   | 0           | 0           | 0           | 0           | —           | —    | —      | —      | —      |        |        |
| 2007/08.   | Хамилтон булдогси    | АХЛ        | 12  | 8           | 12          | 20          | 6           | —           | —    | —      | —      | —      |        |        |
| 2007/08.   | Монтреал канадијанси | НХЛ        | 24  | 3           | 6           | 9           | 8           | —           | —    | —      | —      | —      |        |        |
| 2008/09.   | Торонто мејпл лифси  | НХЛ        | 78  | 20          | 28          | 48          | 92          | —           | —    | —      | —      | —      |        |        |
| 2009/10.   | Торонто мејпл лифси  | НХЛ        | 59  | 10          | 25          | 35          | 10          | —           | —    | —      | —      | —      |        |        |
| 2010/11.   | Торонто мејпл лифси  | НХЛ        | 81  | 29          | 29          | 58          | 60          | —           | —    | —      | —      | —      |        |        |
| 2011/12.   | Торонто мејпл лифси  | НХЛ        | 74  | 23          | 28          | 51          | 51          | —           | —    | —      | —      | —      |        |        |
| 2012/13.   | ХК ЦСКА              | КХЛ        | 29  | 12          | 12          | 24          | 10          | —           | —    | —      | —      | —      |        |        |
| 2012/13.   | Торонто мејпл лифси  | НХЛ        | 48  | 9           | 7           | 16          | 24          | 7           | 0    | 2      | 2      | 2      |        |        |
| РСЛ укупно | РСЛ укупно           | РСЛ укупно | 153 | 32          | 49          | 81          | 86          | 12          | 2    | 0      | 2      | 10     |        |        |
| НХЛ укупно | НХЛ укупно           | НХЛ укупно | 367 | 94          | 123         | 217         | 245         | 7           | 0    | 2      | 2      | 2      |        |        |
| КХЛ укупно | КХЛ укупно           | КХЛ укупно | 29  | 12          | 12          | 24          | 10          | -           | -    | -      | -      | -      |        |        |

### Репрезентативна статистика
| Година | Тим        | Такмичење | Пласман |    | Ут. | Гол. | Асис. | Поена | Искљ. |
| ------ | ---------- | --------- | ------- | -- | --- | ---- | ----- | ----- | ----- |
| 2004.  | Белорусија | СПЈ       |         | 5  | 4   | 5    | 9     | 0     |       |
| 2004.  | Белорусија | СП        | 18.     | 5  | 2   | 1    | 3     | 8     |       |
| 2005.  | Белорусија | СП        | 10.     | 6  | 4   | 1    | 5     | 2     |       |
| 2006.  | Белорусија | СП        | 6.      | 7  | 5   | 4    | 9     | 2     |       |
| 2008.  | Белорусија | СП        | 9.      | 5  | 0   | 3    | 3     | 0     |       |
| 2010.  | Белорусија | СП        | 10.     | 6  | 0   | 3    | 3     | 6     |       |
| 2011.  | Белорусија | СП        | 14.     | 6  | 2   | 2    | 4     | 2     |       |
| 2012.  | Белорусија | СП        | 14.     | 7  | 1   | 3    | 4     | 4     |       |
| Укупно | Укупно     | Укупно    | Укупно  | 42 | 14  | 17   | 31    | 24    |       |